# Valentin Experience
Valentin Experience AB är en svensk reklambyrå med säte i Göteborg. Byrån grundades 1988 som Valentin&Byhr och nystartades 2018 i samband med att man slogs ihop med reklambyrån Mockup och bytte namn. Samtidigt uppdaterades inriktningen på byrån och man började även erbjuda tjänstedesign.
VD för byrån är Magnus Tengby. Kontoret på Vallgatan 22 har drygt 50 medarbetare (2018), med erfarenhet av varumärken inom både B2B och B2C.